# 이정무 (정치인)
이정무(李廷武, 1941년 4월 9일 ~ 2025년 6월 21일)는 대한민국의 정치인이다. 제13·15대 국회의원을 지냈으며 제4대 건설교통부 장관이었다.

## 학력
- 선산중학교 졸업
- 경북고등학교 졸업
- 서울대학교 법과대학 졸업
- 영남대학교 경영대학원 경영학과 수료

## 경력
- 대구경영자회 회장
- (주)대구백화점대표이사
- 한국JC중앙회장/대구시 체육회 상임부회장
- 자민련 원내총무
- 국회 상공ㆍ운영위원
- 제4대 건설교통부 장관

## 역대 선거 결과
|  | 41.88% |

|  | 40.48% |

|  | 44.55% |

|  | 29.13% |